# Миколаш Алеш
Миколаш Алеш (чеш. Mikoláš Aleš; Миротице, 18. новембар 1852 — Праг, 10. јул 1913) био је чешки сликар. Његове слике обично приказују чешки живот током 19. века.

## Биографски подаци
Алеш је рођен у месту Миротице на југу Чешке, 18. новембра 1852. Похађао је основну школу и локалну гимназију све до смрти своје мајке 1869. Онда одлази у Праг, где студира сликарство у овдашњој уметничкој школи. Уместо од својих учитеља, он учи и подлеже раду сликара Јосеф Манеса. Алеш затим прави серију слика под називом „Домовина“, које ће красити Народно позориште у Прагу. Током летњег распуста, Алеш се враћа кући и слика радове са темом сеоског живота. Жени се 1879. и исте године се сели у Италију. Током следећих година, враћа се кући и ради у малом апартману у Прагу зато што није поседовао (нити је имао новца) за један атеље. Следећих година бави се декорисањем кућа и фасада у Прагу, као и у разним другим градовима, како у Чешкој, тако и у Словачкој. На крају свог живота, Алеш је имао преко 5.000 радова. Сликао је и за магазине, илустровао књиге поезије и прозе. Такође, сликао је и дизајнирао дипломе, позивнице, карте за играње, зидне календаре, честитке и друге сличне ствари. Умро је у Прагу, 10. јула 1913. са 60 година. Сахрањен је на вишехрадском гробљу.

## Дело
- циклуси слика; Чула (1876), Праг (1882), Живот старих Словена (1891)
- даље слике:
  - уљана слика „Сусрет Јиржија из Пођебрада са Мтијашем Корвином“ (1878)
  - акварел „Свети Вацлав“ (1913)
- фреске и зграфита на прочељима многих кућа у Прагу (нпр. Ладислав Ротова кућа), и Плзњу.
- декорација храма Рођење Девице Марије на тргу Слободе у Водњанима
- заједно са Франтишком Жењичком циклус слика „Домовина“ за Народно позориште (1877 — 1881, 14 лунета, 4 зидна и 3 поља на таваници фоајеа)
- књижне илустрације дела Франтишка Ладислава Челаковског, Алоисе Јираска и Јакуба Арбесе (чешке народне песме и приче, пословице...)
- цртежи за часописе „Цветови“, „Златни Праг“ и друго
- поред осталог он је аутор највеће слике на платну „Боравак Сасиков испод Хрубе Скале“